# Reloj de fichar

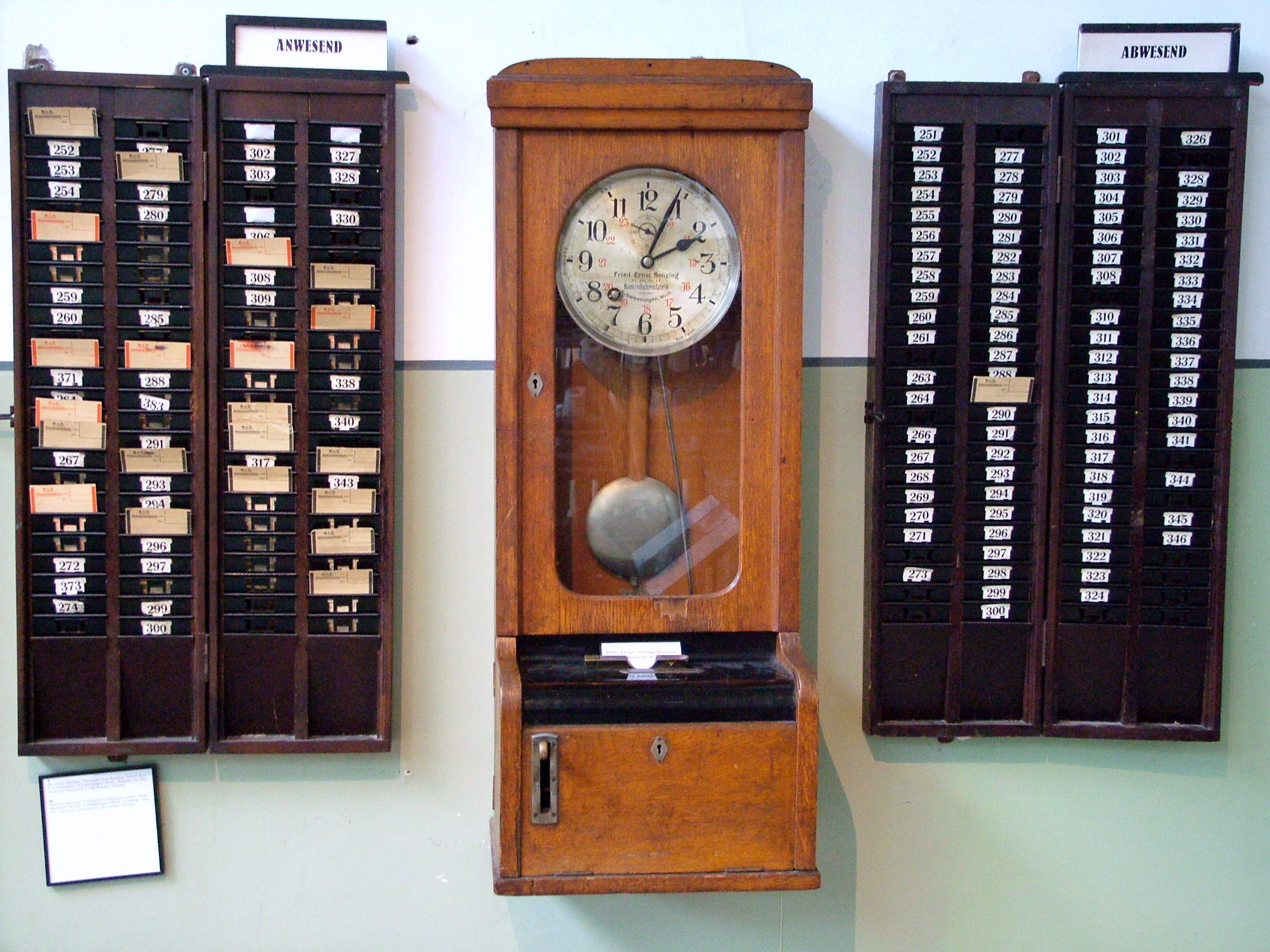
Reloj de fichar de 1900, Textilmuseum Bocholt.

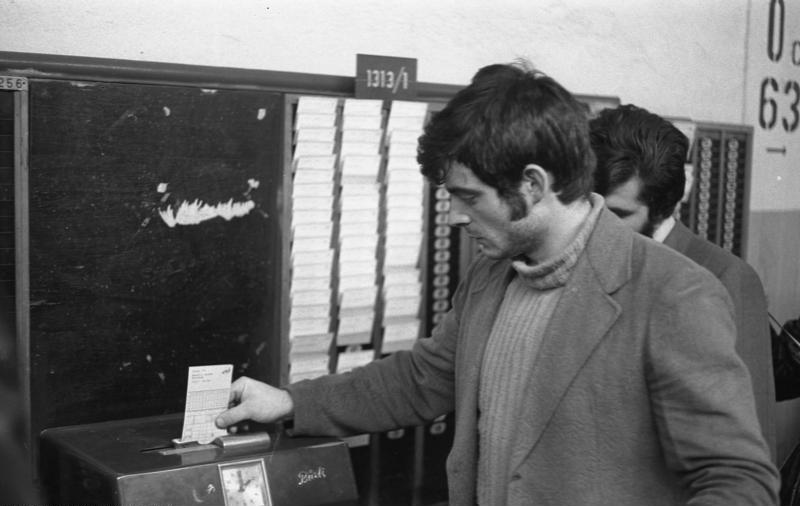
Trabajadores fichando sus tarjetas (1973).

Un reloj de fichar es un dispositivo para registrar el comienzo y final de la jornada laboral de los trabajadores de una empresa.
El reloj de fichar imprime de forma automática la hora en una tarjeta de cartón. La selladora se desplaza una fila cada día del mes para no escribir sobre los sellos existentes. Con el sellado comienza la jornada de trabajo, que finaliza con el segundo sello. El reloj de sellar suele encontrarse en la entrada del trabajo, y se utiliza tanto el sector público como en el privado.
El reloj de fichar se inventó en la segunda mitad del siglo XIX en plena época de la industrialización. La siguiente generación de relojes calculaban de forma automática la jornada laboral e imprimían el tiempo en la tarjeta. Los relojes de fichar actuales registran los datos de forma electrónica por medio de un teclado en un kiosko interactivo o de una tarjeta inteligente. El sistema puede usarse también para el control de acceso a áreas de seguridad en un edificio.
Existen distintos métodos para fichar en el trabajo y cubrir la nueva normativa del registro de inicio y final de la jornada laboral de los empleados. Las alternativas son desde aplicaciones móviles, máquinas de fichar, dispositivos conectados con lectores de huellas, hojas de papel, registro de trabajo por llamada telefónica, control de asistencia grupal, etc. 

## Normativa en España
Desde mayo de 2019 es obligatorio registrar las horas de trabajo de los empleados a tiempo completo y a tiempo parcial, registrando el inicio y el final de la jornada laboral. Los inspectores de trabajo debido al revuelo de las primeras multas por el incumplimiento de la normativa actual lanzaron un "Criterio Técnico de la Inspección de Trabajo sobre el registro de jornada" para que las empresas se informarán correctamente del procedimiento a seguir. 

## Galería de imágenes

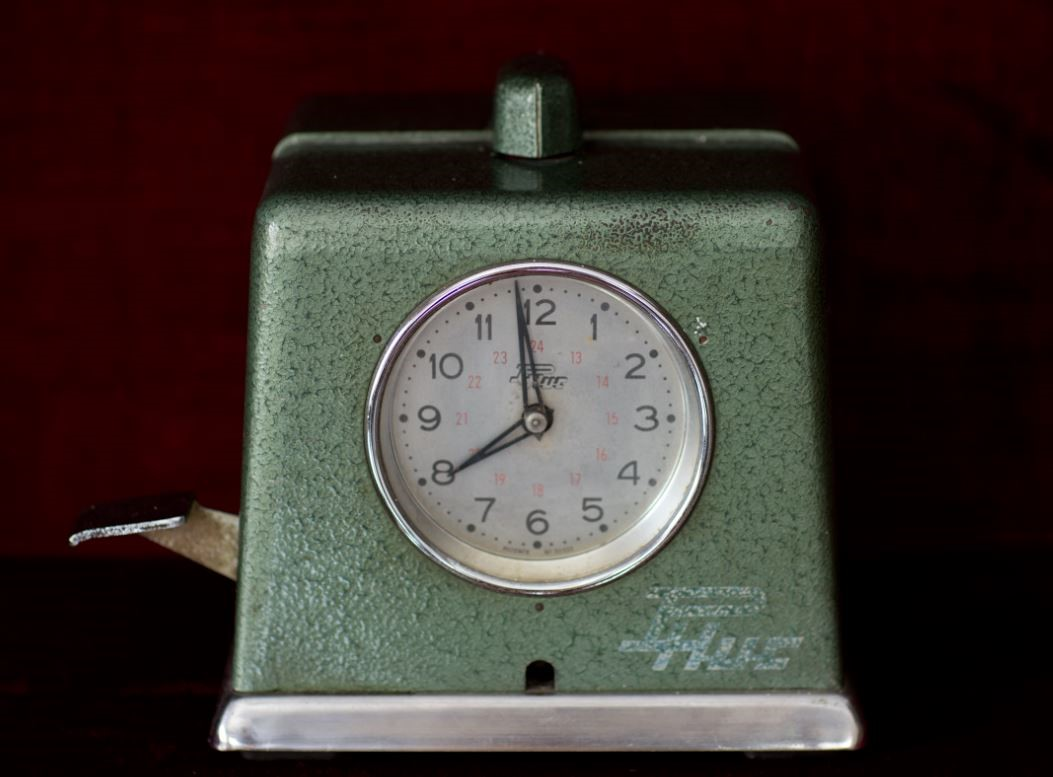
Reloj de fichar mecánico de cuerda para tarjeta de cartón.
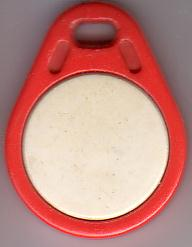
Tarjeta para sellar inalámbrica.
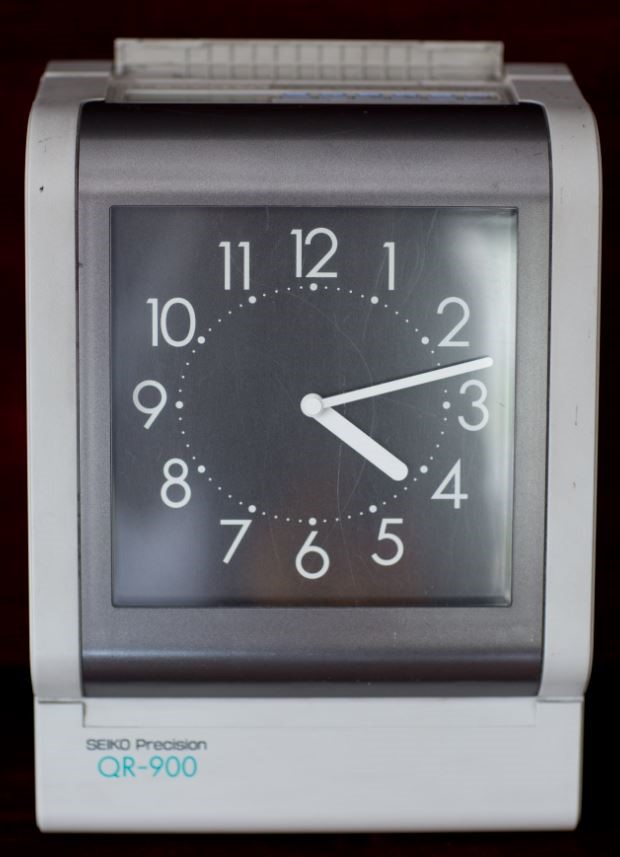
Reloj de fichar eléctrico sobre tarjeta de cartón.